# Matt McKeon
Matthew John McKeon (St. Louis, 24 settembre 1974) è un ex calciatore statunitense, di ruolo centrocampista.

## Palmarès

### Club

#### Competizioni nazionali
- MLS Supporters' Shield: 1

Kansas City Wizards: 2000
- Campionato MLS: 1

Kansas City Wizards: 2000

## Statistiche

### Cronologia presenze e reti in nazionale
| Cronologia completa delle presenze e delle reti in nazionale ― Stati Uniti | Cronologia completa delle presenze e delle reti in nazionale ― Stati Uniti | Cronologia completa delle presenze e delle reti in nazionale ― Stati Uniti | Cronologia completa delle presenze e delle reti in nazionale ― Stati Uniti | Cronologia completa delle presenze e delle reti in nazionale ― Stati Uniti | Cronologia completa delle presenze e delle reti in nazionale ― Stati Uniti | Cronologia completa delle presenze e delle reti in nazionale ― Stati Uniti | Cronologia completa delle presenze e delle reti in nazionale ― Stati Uniti |
| Data                                                                       | Città                                                                      | In casa                                                                    | Risultato                                                                  | Ospiti                                                                     | Competizione                                                               | Reti                                                                       | Note                                                                       |
| -------------------------------------------------------------------------- | -------------------------------------------------------------------------- | -------------------------------------------------------------------------- | -------------------------------------------------------------------------- | -------------------------------------------------------------------------- | -------------------------------------------------------------------------- | -------------------------------------------------------------------------- | -------------------------------------------------------------------------- |
| 30-7-1999                                                                  | Guadalajara                                                                | Stati Uniti                                                                | 2 – 0                                                                      | Germania                                                                   | Conf. Cup 1999 - 1º turno                                                  | -                                                                          |                                                                            |
| 3-8-1999                                                                   | Guadalajara                                                                | Stati Uniti                                                                | 2 – 0                                                                      | Arabia Saudita                                                             | Conf. Cup 1999 - Finale 3º/4º posto                                        | -                                                                          | 55’, 63’                                                                   |
| Totale                                                                     |                                                                            | Presenze                                                                   | 2                                                                          |                                                                            | Reti                                                                       | 0                                                                          |                                                                            |